# Соціалістична Республіка Чорногорія
Соціалістична Республіка Чорногорія (сербохорв. Socijalistička republika Crna Gora, Социјалистичка република Црна Гора) або СР Чорногорія — соціалістична держава, республіка-засновниця колишньої Соціалістичної Федеративної Республіки Югославії. 7 липня 1963, Народна Республіка Чорногорія була перейменована в «Соціалістичну Республіку Чорногорія». Чорногорія була напівнезалежна національна держава з державною сербо-хорватською мовою. У 1991 році Союз комуністів Чорногорії змінив свою назву на Демократичну партію соціалістів Чорногорії після перших вільних виборів, прикметник «соціалістична» видалене з назви республіки. 

## Перепис населення 1991
- Чорногорці: 380,467 (61,86%)
- Мусульмани: 89,614 (14.57%)
- Серби: 57453 (9,34%)
- Албанці: 40,415 (6,57%)
- Югослави: 26,159 (4,25%)
- Хорвати: 6,244 (1.02%)
- Цигани: 3,282 (0.53%)
- Македонці: 1,072 (0.17%)
- Словенці: 369 (0,06%)
- Угорці: 205 (0,03%)
- Німці: 124 (0,02%)
- Росіяни: 118 (0,02%)
- Італійці: 58 (0.01%)
- Інші: 437 (0.07%)
- Не визначились: 1944 (0.32%)
- Регіональна приналежність: 998 (0,16%)
- Невідомі: 6076 (0.99%)
- Всього: 615,035 жителів